# Lepidium bidentoides
Lepidium bidentoides är en korsblommig växtart som beskrevs av F.B.H. Brown och E.D.W. Brown. Lepidium bidentoides ingår i släktet krassingar, och familjen korsblommiga växter. Inga underarter finns listade i Catalogue of Life.